# Georgios Kotsilianos
Georgios Kotsilianos (griechisch Γιώργος Κοτσιλιάνος, * 13. Dezember 1982 in Patras) ist ein ehemaliger griechischer Volleyball- und Beachvolleyballspieler.

## Karriere Halle
Kotsilianos begann seine Karriere in der Halle 2003 bei seinem Heimatverein EA Patras. In der folgenden Saison spielte der Außenangreifer bei Olympiakos Piräus und gewann mit dem Verein den Top Teams Cup. Später stand er im Kader von Panachaiki Patras, Panathinaikos Athen, SA Athen College, OPE Rethymno, AEK Athen und erneut Panachaiki Patras. 2018/19 spielte Kotsilianos in Österreich bei VBK Wörther-See-Löwen Klagenfurt und wurde anschließend hier auch Trainer.

## Karriere Beach
Seine ersten internationalen Turniere im Sand spielte Kotsilianos 2009 mit Nikos Zoupanis. Am Ende des Jahres trat er noch mit Sotiris Vlachostathis, bevor er 2010 ein neues Duo mit Emmanouil Xenakis bildete. Kotsilianos/Xenakis gewannen das Satellite-Turnier in Zypern. Ihre beste Platzierung in der Open-Serie erreichten sie mit dem 13. Platz in Den Haag. 2011 kam Kotsilianos wieder mit seinem ersten Partner Zoupanis zusammen. Das wiedervereinte Duo trat nun auch bei einigen Grand Slams an. Bei der Europameisterschaft 2012 schieden die beiden Griechen ohne Satzgewinn nach der Vorrunde aus.